# Lubna Azabal
Lubna Azabal (Brussel, 15 augustus 1973) is een Belgisch actrice actief zowel op filmsets als in het theater.
In Brussel volgde ze lessen aan de Kleine Academie, de internationale theaterschool in Schaarbeek en de Franstalige afdeling van het Koninklijk Conservatorium. Het was vooral regisseur André Téchiné die haar tijdens haar studies aanmoedigde en inspireerde.
Ze begint aan een theatercarrière in Brussel maar verhuist in 1999 naar Parijs waar ze het tot op de scène van het Théâtre du Rond-Point schopte. Haar laatste theaterproductie dateert van 2006 omdat haar agenda nadien te druk geboekt was met opeenvolgende filmproducties.
In 1997 speelde ze aan de zijde van Olivier Gourmet haar eerste rol in een kortfilm van regisseur Vincent Lannoo. Daarna volgden zo'n 20 filmrollen waaronder in 2001 een rol in Loin en in 2004 een rol in Les temps qui changent, beide films van haar mentor André Téchiné. In 2005 volgde een opgemerkte hoofdrol in het Palestijnse Paradise Now van Hany Abu-Assad als Suha. In 2008 had ze een kleinere rol in de film van Ridley Scott, Body of Lies, met scènes met Leonardo DiCaprio. Voor haar rol in de Canadese film Incendies van regisseur Denis Villeneuve kreeg ze de Black Pearl Award 2010 for Best Acress op het Abu Dhabi Film Festival. De film Incendies kreeg ook een nominatie als beste buitenlandse film voor de Academy Awards 2011. In 2010 kreeg ze een rol in het regiedebuut van Ralph Fiennes, de Shakespeare bewerking Coriolanus die in 2011 uitgebracht wordt. In 2014 vertolkte ze de rol van Atika Halabi in de tv-serie The Honourable Woman. In 2022 werd ze genomineerd voor een Magritte voor haar rol in Adam.
Azabal heeft een Marokkaanse vader en Spaanse moeder die naar België migreerden. Zelf woonde ze van 1999 tot 2009 in Parijs maar is sindsdien terug in België komen wonen.
- Bibsys: 6073912
- Biblioteca Nacional de España: XX1627639
- Bibliothèque nationale de France: cb14534845b (data)
- Catàleg d'autoritats de noms i títols de Catalunya: 981058508760606706
- CiNii: DA1960910X
- Gemeinsame Normdatei: 1016202709
- International Standard Name Identifier: 0000 0001 1932 2526
- Library of Congress Control Number: no2005032071
- Nationale bibliotheek van Australië: 40408231
- Nationale Bibliotheek van Israël: 987007449652205171
- Nederlandse Thesaurus van Auteursnamen: 283614943
- Système universitaire de documentation: 089775732
- Trove: 1446406
- Virtual International Authority File: 10086171
- WorldCat: E39PBJjhxBvFtd8mPhRPvMCRKd